# Gilmore City
Gilmore City é uma cidade localizada no estado americano de Iowa, no Condado de Humboldt e Condado de Pocahontas.

## Demografia
Segundo o censo americano de 2000, a sua população era de 556 habitantes.
Em 2006, foi estimada uma população de 510, um decréscimo de 46 (-8.3%).

## Geografia
De acordo com o United States Census Bureau tem uma área de
3,2 km², dos quais 3,2 km² cobertos por terra e 0,0 km² cobertos por água. Gilmore City localiza-se a aproximadamente 361 m acima do nível do mar.

## Localidades na vizinhança
O diagrama seguinte representa as localidades num raio de 20 km ao redor de Gilmore City.